# Lev Vlassenko
 (décembre 2023).
Si vous disposez d'ouvrages ou d'articles de référence ou si vous connaissez des sites web de qualité traitant du thème abordé ici, merci de compléter l'article en donnant les références utiles à sa vérifiabilité et en les liant à la section « Notes et références ».
 (décembre 2023).
La mise en forme du texte ne suit pas les recommandations de Wikipédia : il faut le « wikifier ».
Les points d'amélioration suivants sont les cas les plus fréquents. Le détail des points à revoir est peut-être précisé sur la page de discussion.
- Les titres sont pré-formatés par le logiciel. Ils ne sont ni en capitales, ni en gras.
- Le texte ne doit pas être écrit en capitales (les noms de famille non plus), ni en gras, ni en italique, ni en « petit »…
- Le gras n'est utilisé que pour surligner le titre de l'article dans l'introduction, une seule fois.
- L'italique est rarement utilisé : mots en langue étrangère, titres d'œuvres, noms de bateaux, etc.
- Les citations ne sont pas en italique mais en corps de texte normal. Elles sont entourées par des guillemets français : « et ».
- Les listes à puces sont à éviter, des paragraphes rédigés étant largement préférés. Les tableaux sont à réserver à la présentation de données structurées (résultats, etc.).
- Les appels de note de bas de page (petits chiffres en exposant, introduits par l'outil «  Source ») sont à placer entre la fin de phrase et le point final[comme ça].
- Les liens internes (vers d'autres articles de Wikipédia) sont à choisir avec parcimonie. Créez des liens vers des articles approfondissant le sujet. Les termes génériques sans rapport avec le sujet sont à éviter, ainsi que les répétitions de liens vers un même terme.
- Les liens externes sont à placer uniquement dans une section « Liens externes », à la fin de l'article. Ces liens sont à choisir avec parcimonie suivant les règles définies. Si un lien sert de source à l'article, son insertion dans le texte est à faire par les notes de bas de page.
- La présentation des références doit suivre les conventions bibliographiques. Il est recommandé d'utiliser les modèles {{Ouvrage}}, {{Chapitre}}, {{Article}}, {{Lien web}} et/ou {{Bibliographie}}. Le mode d'édition visuel peut mettre en forme automatiquement les références.
- Insérer une infobox (cadre d'informations à droite) n'est pas obligatoire pour parachever la mise en page.

Pour une aide détaillée, merci de consulter Aide:Wikification.
Si vous pensez que ces points ont été résolus, vous pouvez retirer ce bandeau et améliorer la mise en forme d'un autre article.
Lev Nikolaevich Vlassenko (en russe : Лев Никола́евич Вла́сенко ; 24 décembre 1928 - 24 août 1996) était un pianiste et professeur soviétique.

## Biographie
Lev Vlassenko a vu le jour le 24 décembre 1928 à Tiflis, en République socialiste soviétique de Géorgie, au sein de l'Union soviétique. Ses parents étaient Nikolai Appolonovich Vlassenko et Vera Solomonovna Benditskaya.
Le premier professeur de musique de Lev Vlassenko fut sa mère Vera. Lev est entré à l'école de musique pour enfants surdoués de Tiflis dans la classe d' Anastasia Davidovna Virsaladze, elle-même élève de la célèbre Anna Yesipova. Lev a commencé à jouer en public dès son plus jeune âge. À l'âge de dix ans, il joue le Concerto pour piano no 1 de Beethoven avec le célèbre chef d'orchestre Odysseas Dimitriadis . En 1948, Lev Vlassenko entre dans la classe de Yakov Flier au Conservatoire de Moscou et termine ses études de premier cycle et de troisième cycle.
Il acquiert une reconnaissance internationale après avoir remporté le premier prix et la médaille d'or au Concours international de piano Franz Liszt à Budapest en 1956. Lui et le pianiste chinois Liu Shikun sont arrivés deuxièmes derrière Van Cliburn lors du premier Concours international de piano Tchaïkovski en 1958.
Lev Vlassenko a enseigné au Conservatoire de Moscou pendant 39 ans. Il a enseigné à plusieurs pianistes de renommée mondiale tels que Mikhaïl Pletnev, Victor Eresko, Kalle Randalu, Mykola Suk, Lev Vinocour, Vladimir Daych, Gennady Dzubenko, Rena Shereshevskaya, Natasha Vlassenko, Oleg Stepanov, Boris Petrov, Teofils Biķis, Karine Oganian., Jania Aubakirova, Justas Dvarionas, Alexander Strukov, Duncan Gifford, Sergueï Kouznetsov et d'autres. Au début des années 1990, il était professeur aux États-Unis à l'Université d'Indiana et au New England Conservatory de Boston.
Lev Vlassenko était un pianiste et pédagogue russe, né le 24 décembre 1928 à Tbilissi (Tiflis à l'époque), en Géorgie, et décédé le 29 août 1996 à Brisbane, en Australie. Il était un artiste renommé et a remporté plusieurs concours internationaux de piano au début de sa carrière. En plus de ses succès en tant que pianiste, Vlassenko a également joué un rôle important en tant que membre du jury dans de nombreux concours de piano internationaux. On peut le voir tenir le rôle d'un pianiste dans le film Tchaïkovski réalisé par Igor Talankine. Après avoir émigré en Australie en 1975, il a continué à enseigner et à contribuer à la scène musicale. Lev Vlassenko a été un artiste respecté et une figure influente dans le monde de la musique classique.
En 1991, Lev Vlassenko a été honoré du titre d'Artiste du peuple de l'URSS.
Au cours de ses dernières années, Vlassenko a résidé en Australie, enseignant au Queensland Conservatorium Griffith University . Il a reçu un doctorat honorifique de l'Université Griffith en 1996 en reconnaissance de sa vaste contribution au développement du Conservatorium.
Il est décédé le 24 août 1996 à Brisbane, en Australie.

## Mémoire
Lev Vlassenko a enregistré 22 disques et 8 CD.
En 1999, sa fille Natasha Vlassenko et son gendre Oleg Stepanov ont fondé le Concours de piano Lev Vlassenko en sa mémoire. Le concours a lieu à Brisbane tous les deux ans depuis 1999.
L'une des écoles de musique de Moscou porte le nom de Lev Vlassenko.
Chaque année à Moscou a lieu le Concours de piano Vlassenko pour enfants.
En 2009, le livre "Lev Vlassenko. Articles, réminiscences, interviews" a été publié à Brisbane.
Au Concours international de piano de Sydney, le prix commémoratif Lev Vlassenko est décerné pour la meilleure interprétation d'une étude virtuose.

## Appréciations
- "Lev Vlassenko est un excellent musicien, intelligent et talentueux. Cela s'est particulièrement manifesté dans son interprétation de la Sonate de Liszt, qui sonnait merveilleusement dans son intégralité. On a rarement une telle manière de jouer orchestrale combinée à une perfection technique." – Heinrich Neuhaus
- "Lev Vlassenko est un grand artiste. Les auditeurs ont apprécié son excellente interprétation de la Sonate en si mineur de Liszt, une pièce extrêmement compliquée en raison de ses idées profondes et de sa virtuosité. Un magnifique sens de la forme et du style de différentes pièces comme la Sonate de Liszt et le Prélude et Fugue en ré mineur de Chostakovitch..." – Sviatoslav Richter
- "... le pianiste a fait preuve de clarté, d'un large souffle de sincérité et d'une profonde pénétration dans la musique." – Emil Gilels
- "Son tempérament sans prétention et sa virtuosité naturelle servent toujours le noble objectif de révéler l’essence intérieure de la composition. Un sens remarquable de la forme, combiné à une profonde sincérité, constitue la caractéristique la plus importante de l'image artistique de Lev Vlassenko." – Yakov Flyer
- "... un musicien transmettant des pensées et des émotions intérieures profondes qui purifient et enrichissent l'âme des gens." – Ivan Kozlovski
- "Lev Vlassenko est une personnalité extraordinaire, dotée d'une belle nature créative élevée et d'un musicien remarquable. C'est un pianiste avec une manière de jouer qui lui est propre – stricte, mais brillante et en même temps profonde." – Innokenty Smoktunovsky